# Wilhelm von Hanno

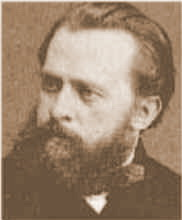
Andreas Friedrich Wilhelm von Hanno

Andreas Friedrich Wilhelm von Hanno (* 15. Dezember 1826 in Hamburg; † 12. Dezember 1882 in Christiania) war ein deutsch-norwegischer Architekt, Bildhauer, Maler und Grafiker.

## Werdegang
Nach seiner Schulbildung machte er von 1840 bis 1849 bei der „Hamburgischen Gesellschaft zur Beförderung der Künste und nützlichen Gewerbe“ seine künstlerische Ausbildung als Grafiker, Bildhauer und Architekt. Von besonderer Bedeutung war sein Studium bei dem Architekten Alexis de Chateauneuf von 1843 bis 1848 und sein erster Einsatz an der Hauptkirche Sankt Petri in Hamburg. Ab 1850 ging Wilhelm von Hanno mit Chateauneuf als Bauleiter nach Christiania (Oslo). Als Chateauneuf erkrankte, führte er dessen Projekte als Architekt weiter und blieb für den Rest seines Lebens in Norwegen. Dort baute er eine Reihe von wichtigen und monumentalen Gebäuden, viele gemeinsam mit Heinrich Ernst Schirmer. Er entwarf das bekannte Motiv der norwegischen „Posthorn-Briefmarken“, der ältesten andauernden Briefmarkenserie der Welt, die seit 1872 im Umlauf ist.

### Struve-Bogen
Am Struve-Bogen entwarf Hanno 1854 das Meridianmonument in Hammerfest im Stadtteil Fuglenes (1856 fertiggestellt), wo man damit der ersten internationalen Erdvermessung gedachte. Heute ist die Meridiansäule in Hammerfest ein Symbol der nördlichsten Stadt Norwegens, sowie der nördlichste Endpunkt des russisch-skandinavischen Meridianbogens dieses langgestreckten Netz geodätischer Vermessungspunkte. Das Monument wurde 2005 gemeinsam mit dem Struve-Bogen  in die Liste des UNESCO-Weltkulturerbes aufgenommen. Der Struve-Bogen erstreckt sich von Hammerfest bis zum Schwarzen Meer, deren Messungen wurden 1816–1855 von deutschbaltischen Astronomen Wilhelm von Struve (1793–1864) durchgeführt. 

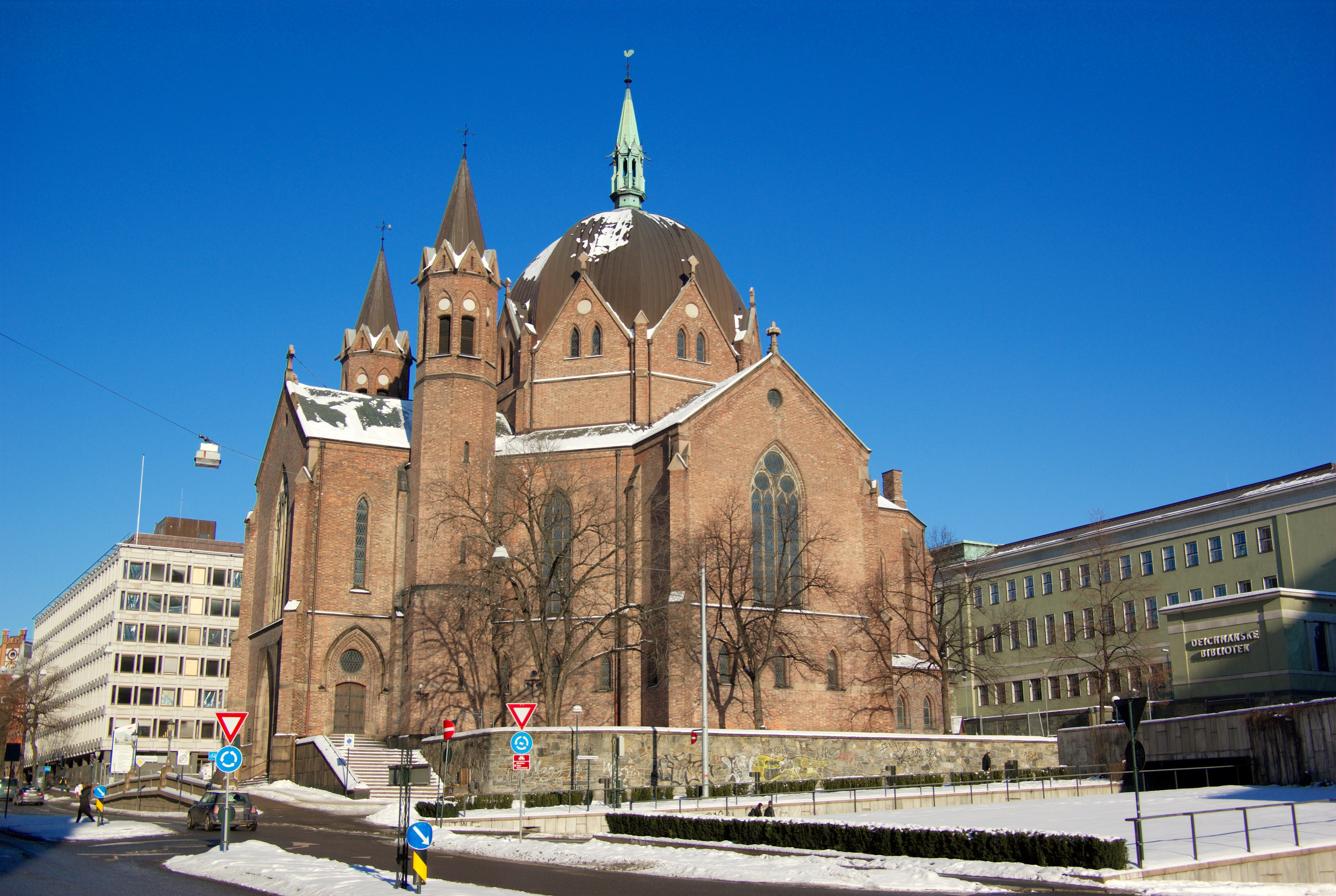
Dreifaltigkeitskirche in Oslo (Trefoldighetskirken), 1858

### Wilhelm von Hanno gemeinsam mit Heinrich Ernst Schirmer

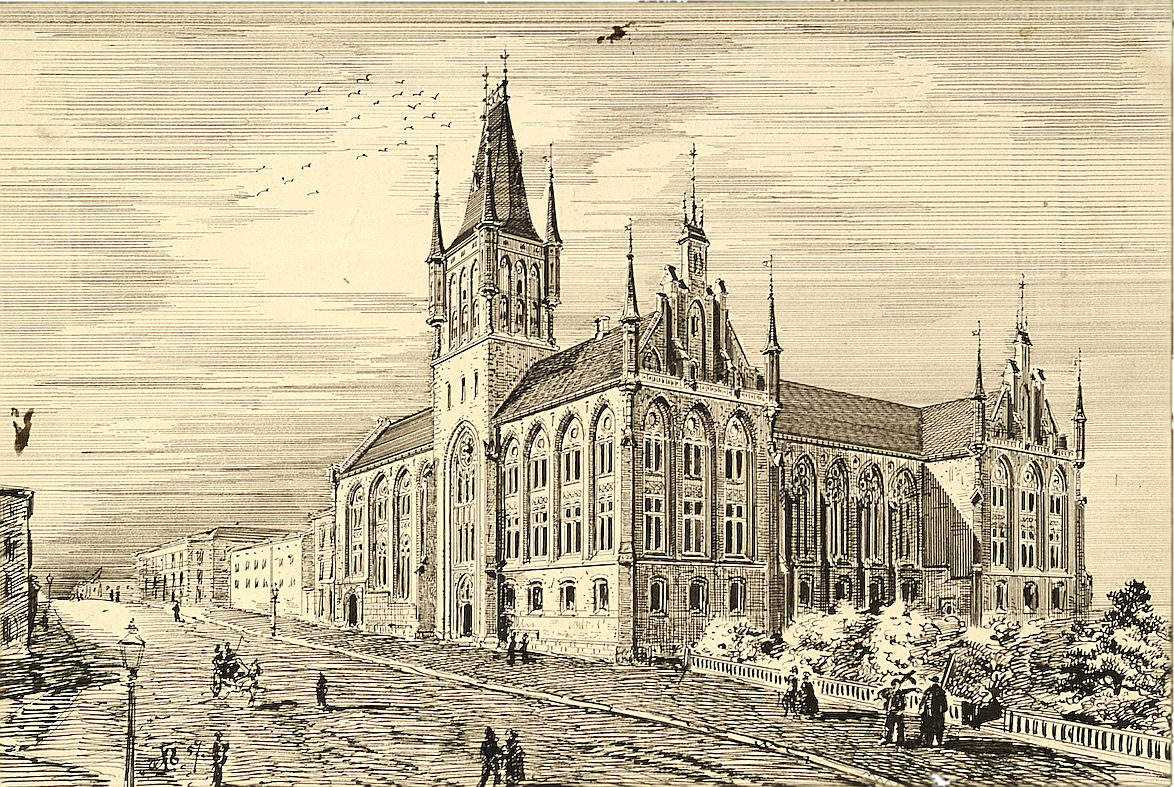
Der Vorschlag von Heinrich Ernst Schirmer und Wilhelm von Hanno zum Bau des neuen Parlamentsgebäudes gewann 1856 den Wettbewerb. Er wurde aber schließlich vom Parlament abgelehnt.

Wilhelm von Hanno ging eine geschäftliche Partnerschaft mit seinem Landsmann und Architekten Heinrich Ernst Schirmer ein. Schirmer und von Hanno bauten zusammen die Trefoldighetskirken (Dreifaltigskirche) in Oslo (fertiggestellt um 1858), deren Bau ursprünglich von Alexis de Chateauneuf initiiert wurde. In den Jahren 1853 bis 1864 und bauten sie in Norwegens die erste Bahnhöfe, entlang der Hovedbanen (1853–1854) und Kongsvingerbanen (abgeschlossen 1863). Die von ihnen gebauten Empfangsgebäude  hatten einen großen Einfluss auf die norwegische Holzarchitektur in den ländlichen Regionen des Landes. Sie führten auch eine Reihe von militärischen Bauten, wie auch der Ausbau der Festung Akershus (1858–1870). Weiterhin entwarf er ebenfalls mit ihm, das Bezirksgefängnis in Larvik, die Bebauung an der Kirkegata 24, ein Hauptgebäude für die Norwegische Kreditbank (Den norske Creditbank) und ein Hotel-Gebäude in der Dronningens Gate, das von 1860 bis 1913 gebaut wurde. Ihr geplantes Gebäude im neogotischen Stil für das neue norwegische Parlament, gewann zwar den Architekturwettbewerb, wurde aber schließlich doch nicht gebaut, da man sich für den Entwurf von Emil Victor Langlet entschied. Um 1864 zerbrach die Zusammenarbeit, als von Hannos Entwurf einen Architekturwettbewerb zum Bau der Grönlandkirche gewann.

## Familie
Wilhelm von Hanno heiratete 1859  Maria Theresia Pallenberg (1827–1898). Sie waren die Großeltern des norwegischen Künstlers Carl von Hanno.

## Galerie

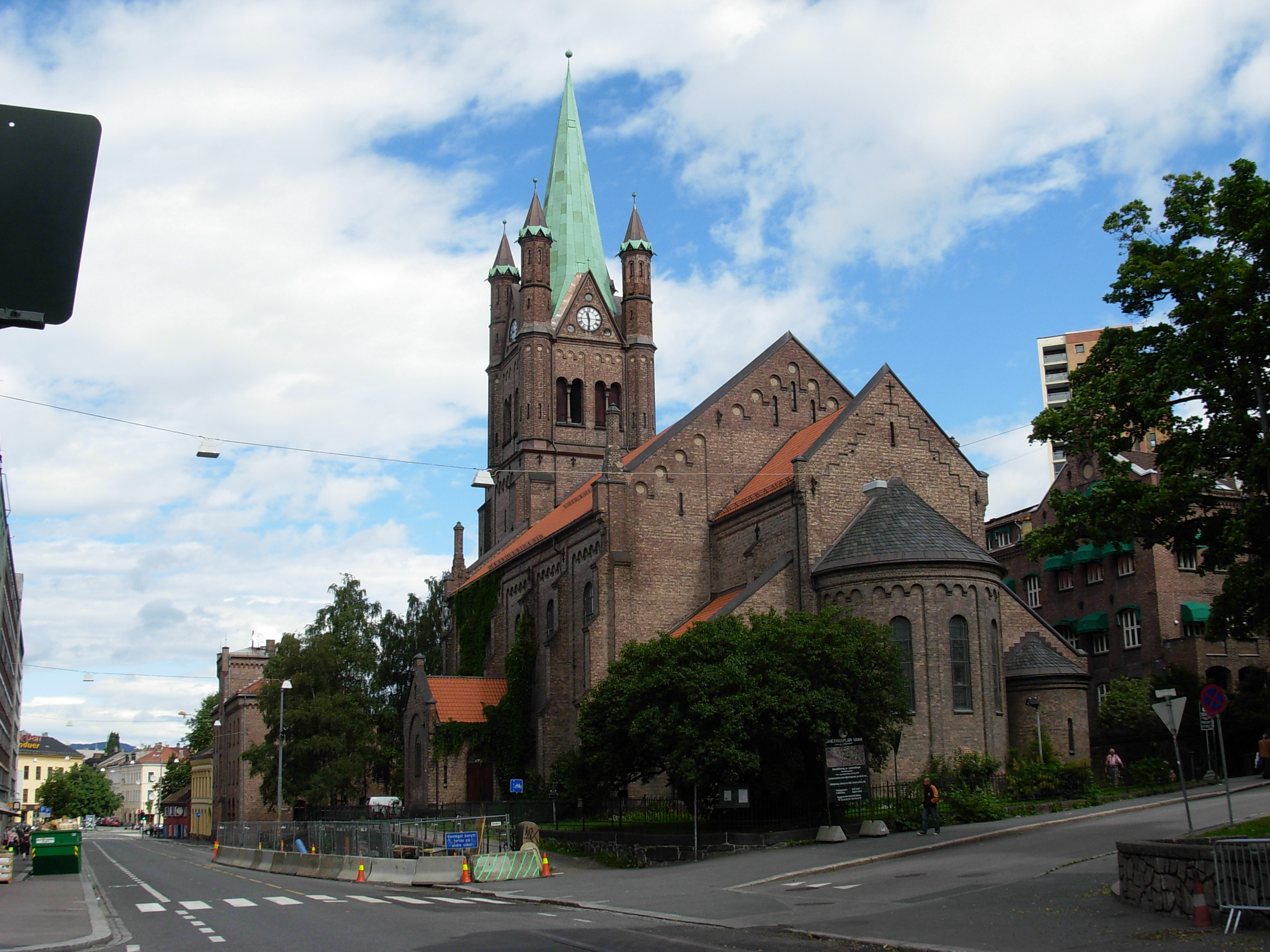
Hannos Grönlandkirche Grønland kirke, 1868
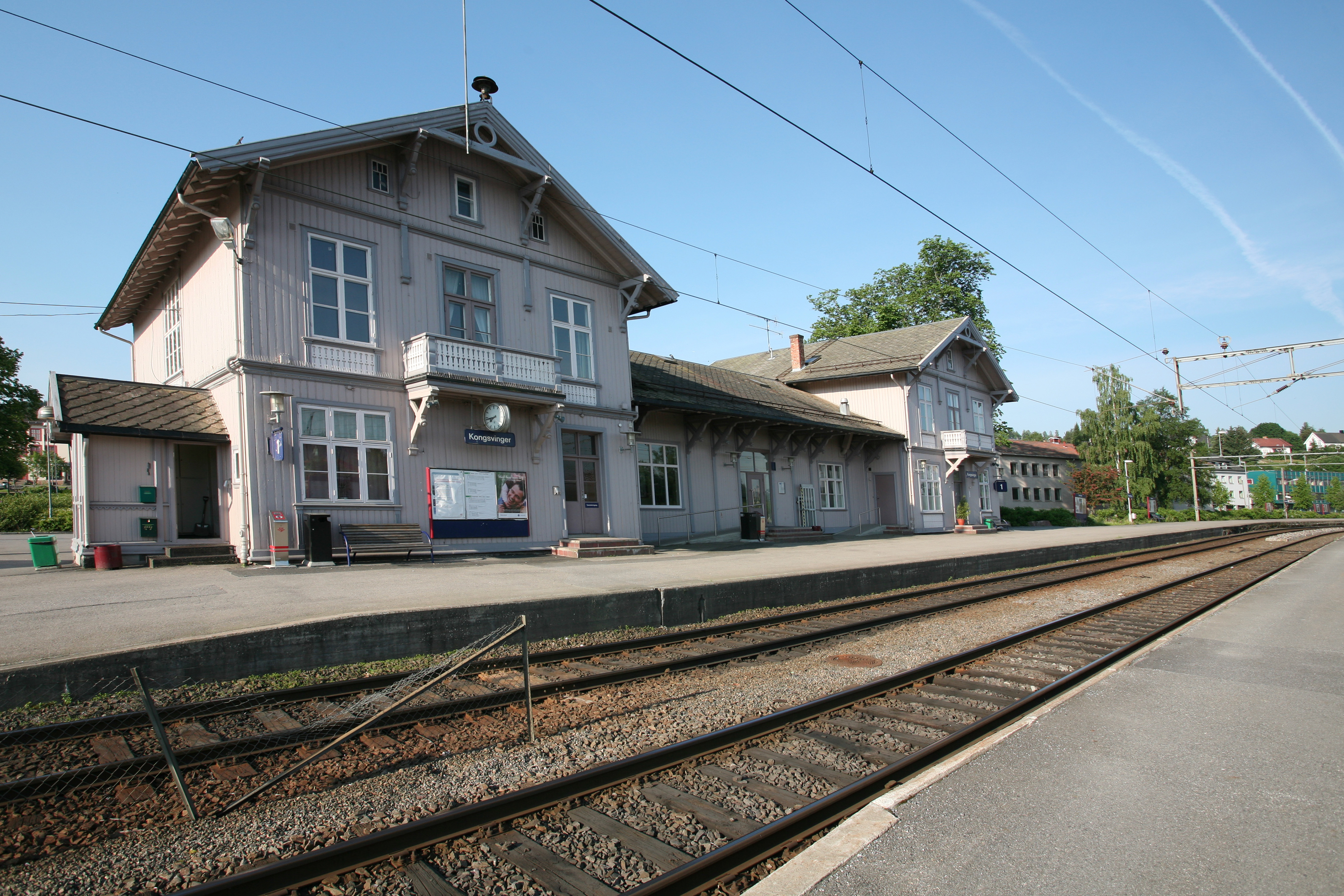
Kongsvinger Station, 1862
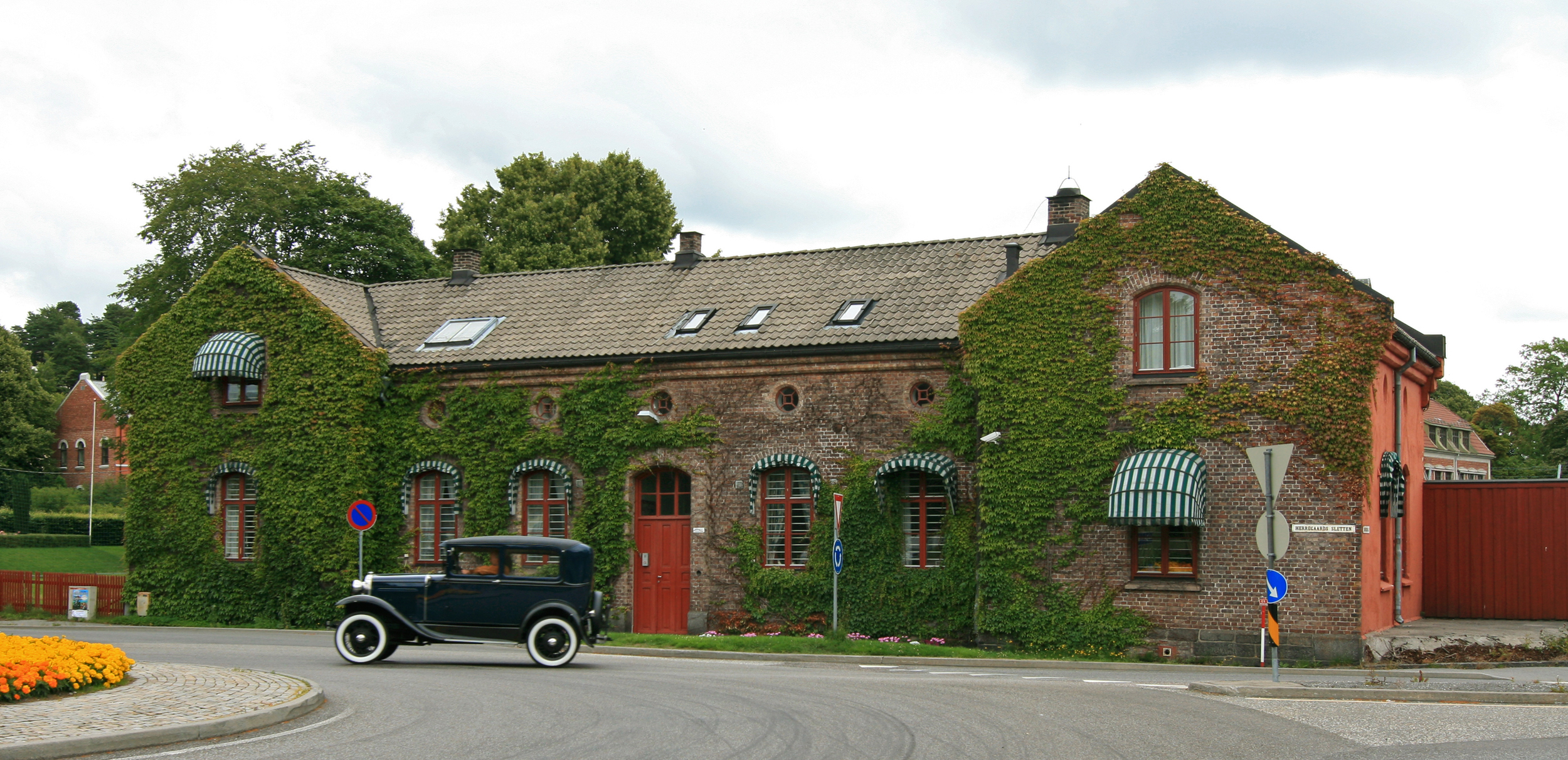
Gefängnis von Larvik (Larvik fengsel), gebaut 1866–1868
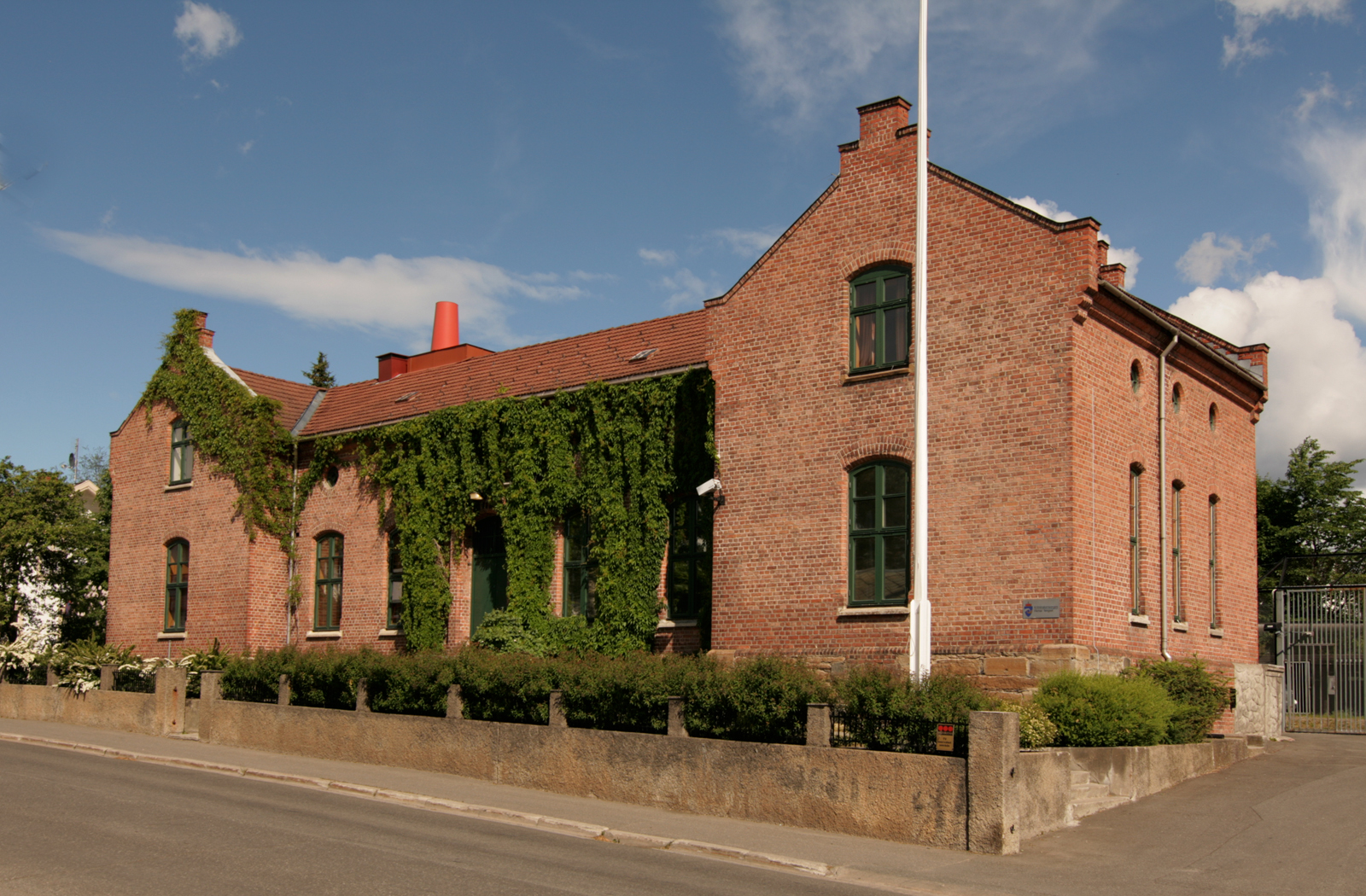
Gefängnis in Hamar
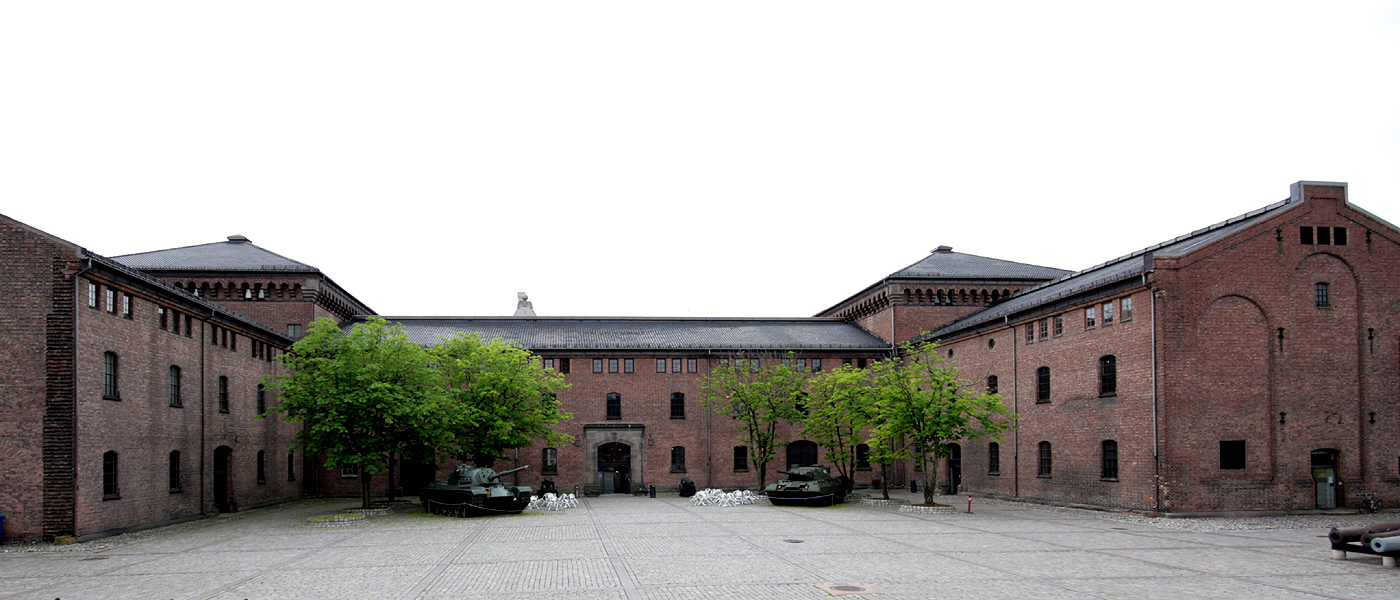
Festung Akerhus, 1859–1866
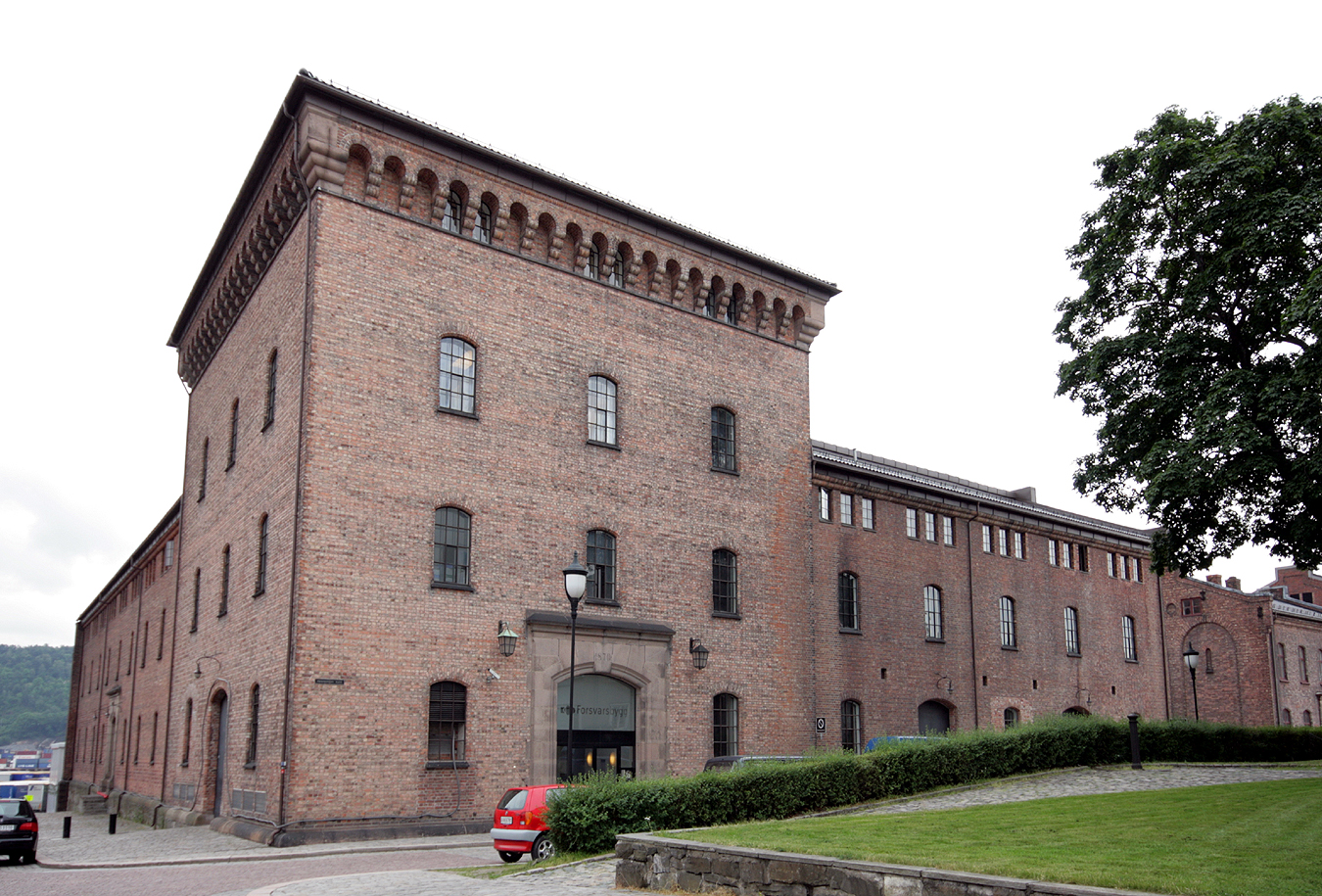
Artilleriemagazin Akerhus (Artillerimagasinet Akershus), 1870
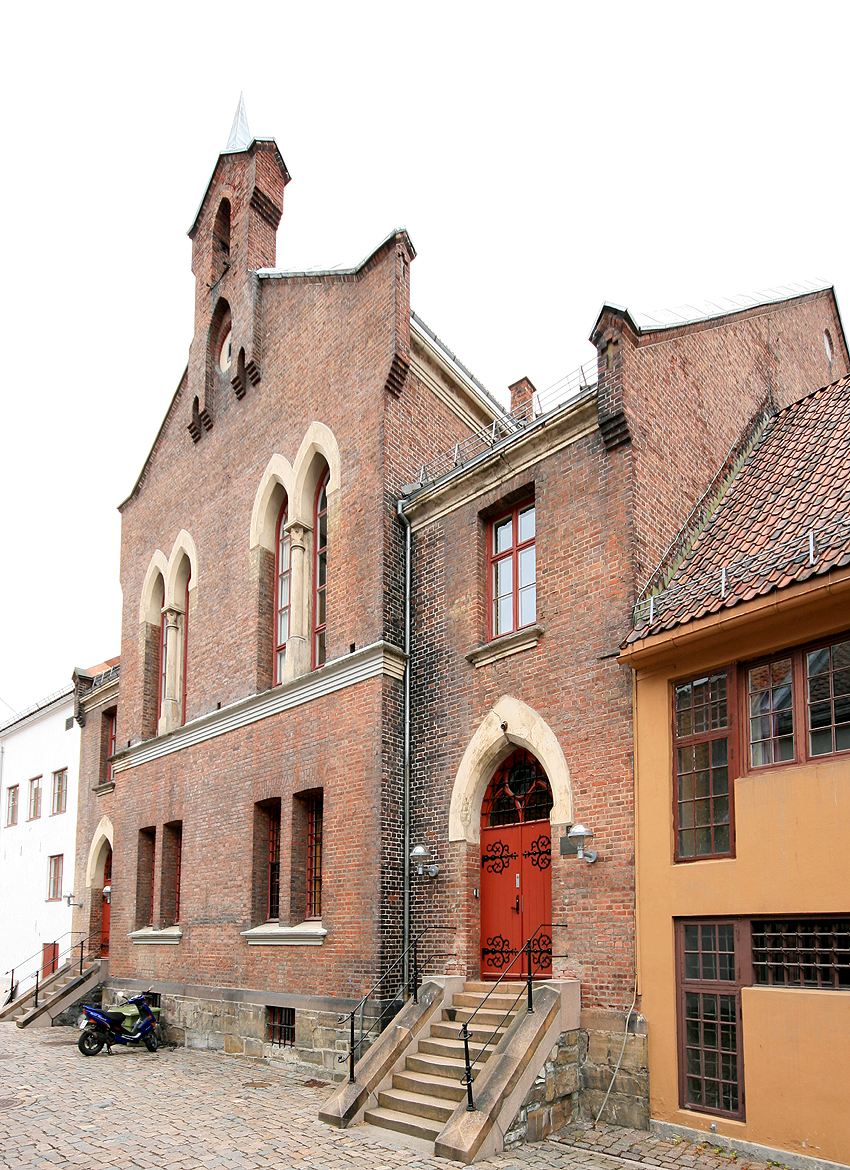
Gefängniskirche (Fengselskirka Akershus), 1866
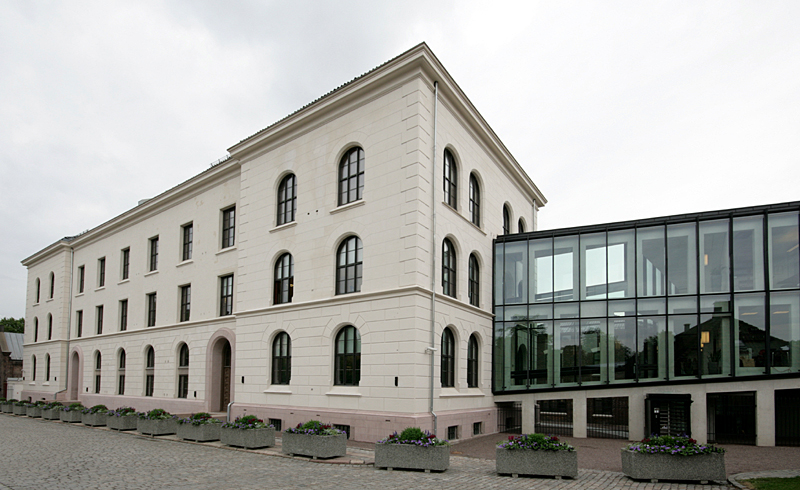
Schule in Akerhus (Skolebygningen Akershus), 1858
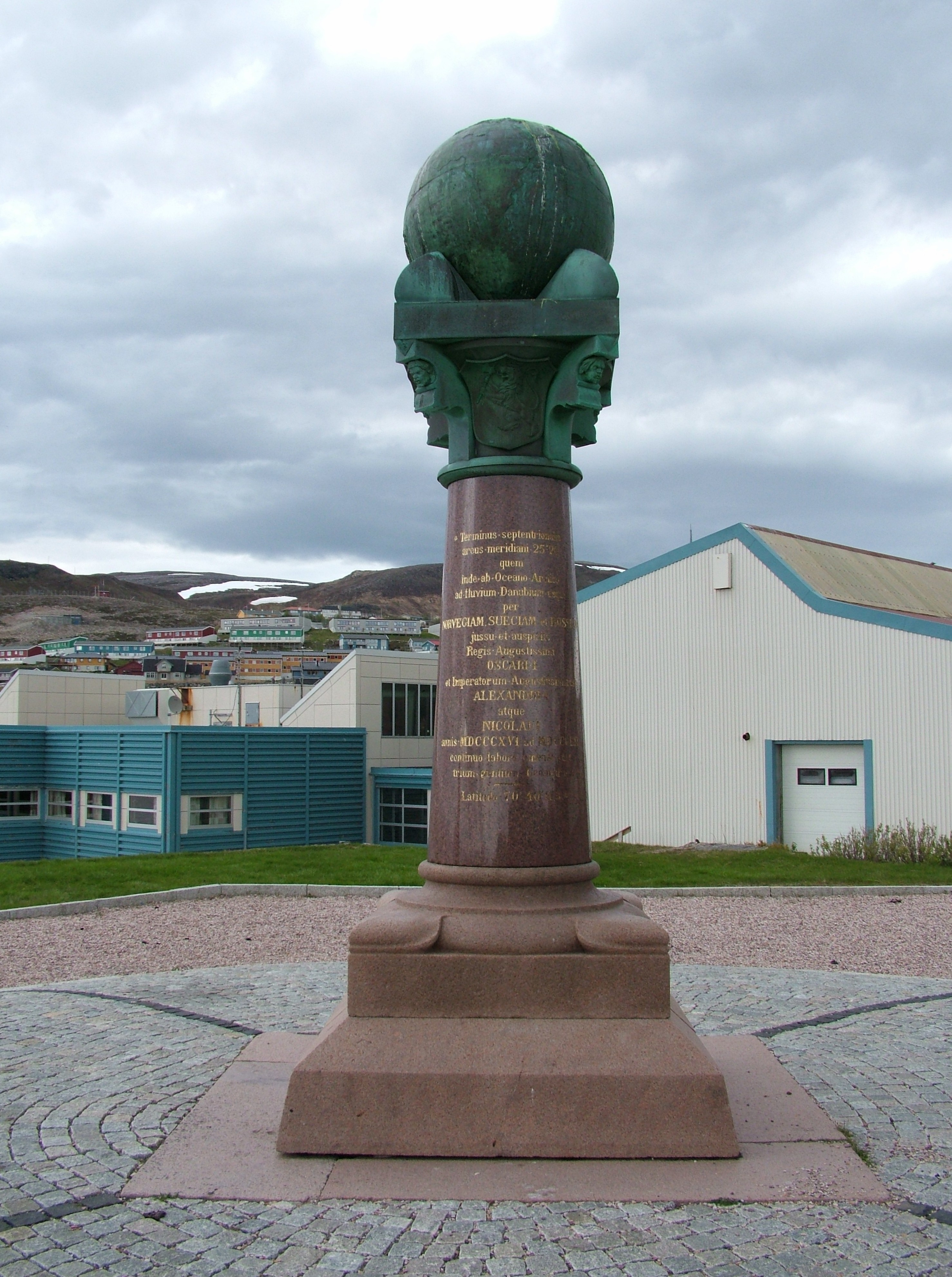
Meridiansäule in Hammerfest, 1856
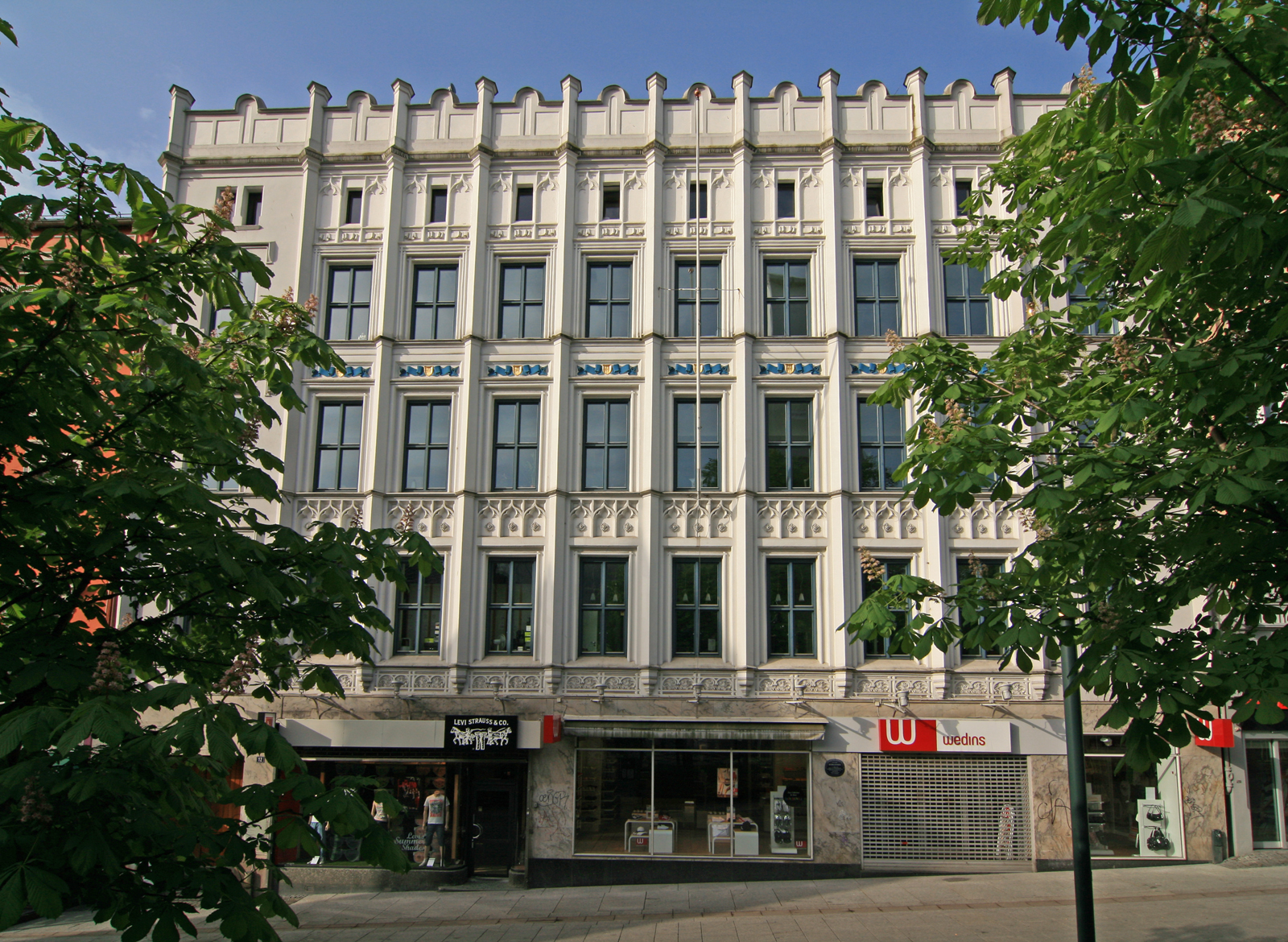
Gebäude an der Karl Johans gate, 1858
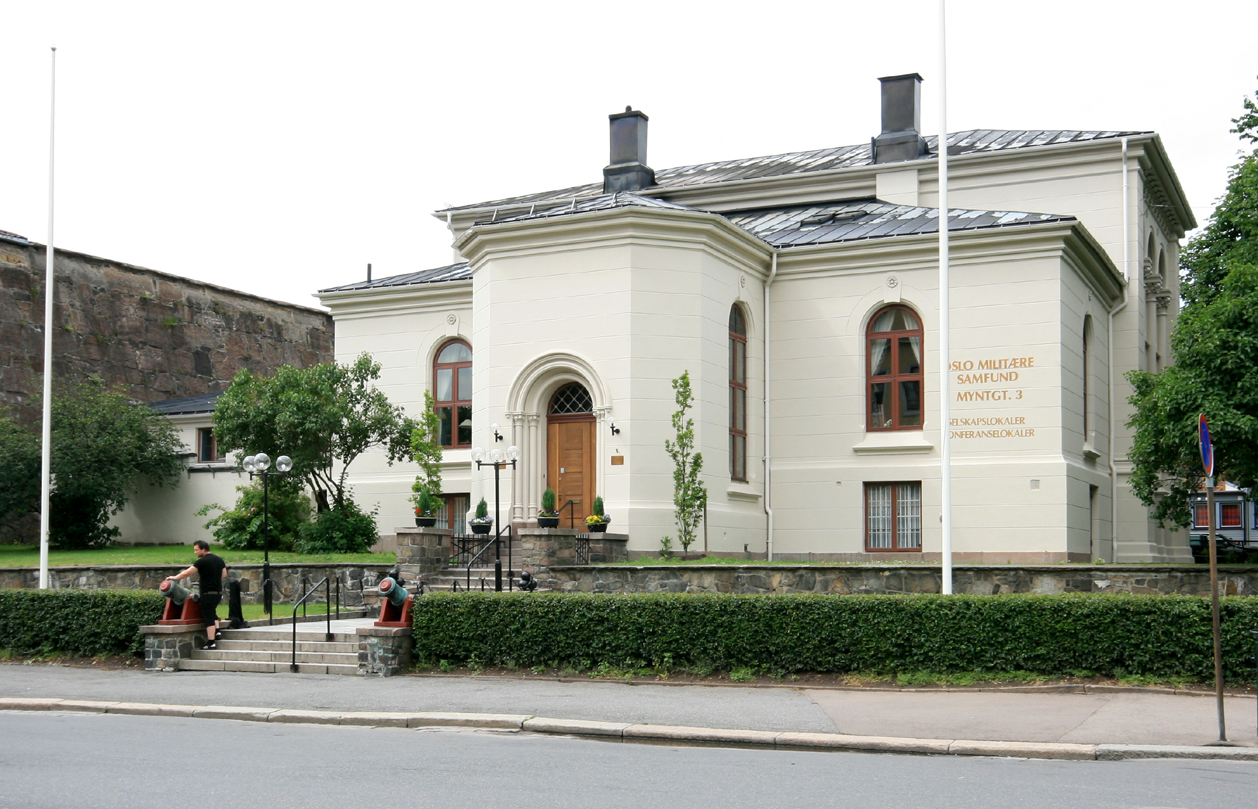
Oslo Militære Samfund, 1878
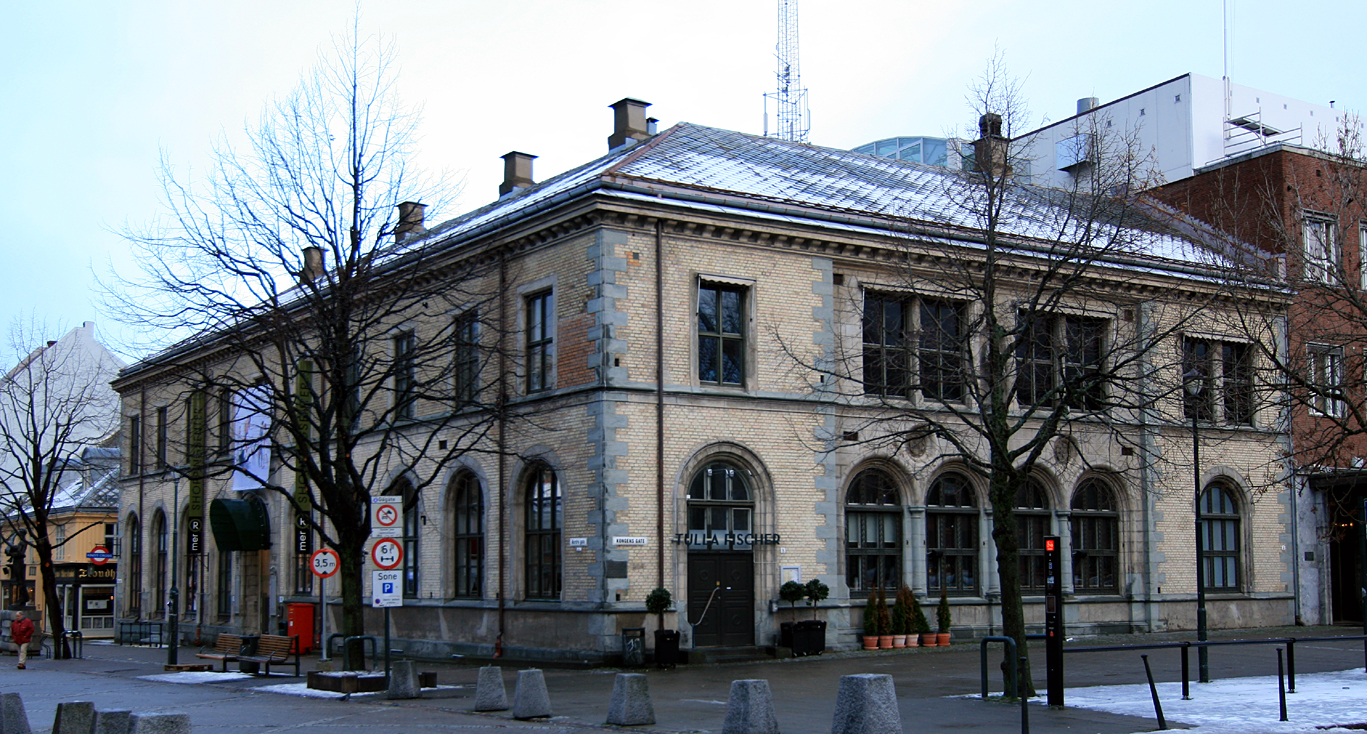
Mercur-Center in Trondheim (Mercursenteret Trondheim), 1863
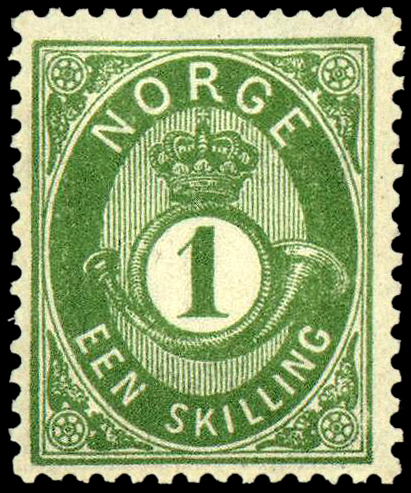
Norwegische 1 Schilling-Briefmarke von 1872